# Winstonville, Mississippi
Winstonville là một thành phố thuộc quận Bolivar, tiểu bang Mississippi, Hoa Kỳ. Năm 2010, dân số của thành phố này là 191 người.

## Dân số
- Dân số năm 2000: 319 người.
- Dân số năm 2010: 191 người.